# წ
წ（グルジア語: წილი、/tsʼɪlɪ/）は、現行のグルジア文字の29番目の文字（正書法改正前は32番目）である。

## 使用
ジョージア語では歯茎破擦音の放出音[tsʼ]を表す。記数法では数値4000を表す。
ジョージア国内のラズ語でも使用されている。トルコ国内で使用されているラズ語ラテン・アルファベットの「Ǯ」または「Tsʼ」に対応する。アブハズ語（1937年から1954年まで）およびオセット語（1938年から1954年まで）のグルジア文字表記法でも使用されていたが、現在はキリル文字が主に使われ、アブハズ語で「Ҵ」と、オセット語で「Цъ」と記される。
ジョージア語のラテン文字化では「C」または「Ts」「Tsʼ」と記す。グルジア語の点字では記号⠹（U + 2839）となる。

## 字形
| アソムタヴルリ | ヌスフリ | ムヘドルリ | ムタヴルリ | ムヘドルリの変体 |
| -------------- | -------- | ---------- | ---------- | ---------------- |
|                |          |            |            |                  |

## 符号位置
| 文字 | Unicode | JIS X 0213 | 文字参照          | 備考           |
| ---- | ------- | ---------- | ----------------- | -------------- |
| Ⴜ    | U+10BC  | -          | &#x10BC; &#4284;  | アソムタヴルリ |
| ⴜ    | U+2D1C  | -          | &#x2D1C; &#11548; | ヌスフリ       |
| Წ    | U+1CAC  | -          | &#x1CAC; &#7340;  | ムタヴルリ     |
| წ    | U+10EC  | -          | &#x10EC; &#4332;  | ムヘドルリ     |